# ChemSpider
ChemSpider — база данных химических соединений и смесей, принадлежащая королевскому химическому обществу Великобритании
.

## Содержание
База данных содержит информацию о более чем 65 млн уникальных молекул из более 450 источников данных, включая:
- EPA DSSTox
- Food and Drug Administration (United States) (FDA)
- Human Metabolome Database
- Journal of Heterocyclic Chemistry
- KEGG
- KUMGM
- LeadScope
- LipidMAPS
- Marinlit
- MDPI
- MICAD
- MLSMR
- MMDB
- MOLI
- MTDP
- Nanogen
- Nature Chemical Biology
- NCGC
- NIAID
- National Institutes of Health (NIH)
- NINDS Approved Drug Screening Program
- NIST
- NIST Chemistry WebBook
- NMMLSC
- NMRShiftDB
- PANACHE
- PCMD
- PDSP
- Peptides
- Prous Science Drugs of the Future
- QSAR
- R&D Chemicals
- San Diego Center for Chemical Genomics
- SGCOxCompounds, SGCStoCompounds
- SMID
- Specs
- Structural Genomics Consortium
- SureChem
- Synthon-Lab
- Thomson Pharma
- Total TOSLab Building-Blocks
- UM-BBD
- UPCMLD
- UsefulChem
- Web of Science
- xPharm
- ZINC

## Поиск данных
В ChemSpider предоставляется несколько способов поиска нужных данных:
- Стандартный поиск — поиск осуществляется по систематическим названиям, торговым названиям и синонимам, а также регистрационным номерам
- Расширенный поиск — предоставляет интерактивный поиск по химической структуре, химической подструктуре, а также по молекулярной формуле и диапазону молекулярной массы, номеру CAS и т. д.
- Поиск на мобильных устройствах может быть выполнен с помощью бесплатных приложений для iOS (iPhone/iPod/iPad)[11] и для Android.[12]